# El Cullerot Alicantí
El Cullerot Alicantí va ser un setmanari satíric bilingüe en valencià i castellà publicat a Alacant entre 1884 i 1904 fundat per José Moscat Oñate, tot i que aviat va cedir la direcció a Vicent Tafalla.
La revista dominical, d'ideologia republicana i anticlerical, utilitzava la sàtira i va ser molt similar al posterior El Tio Cuc, amb articles corrosius que li van valdre alguna suspenció, multes i problemes amb la censura.
Al setmanari també hi va col·laborar Josep Coloma.